# Азид бария
Ази́д ба́рия — неорганическое соединение, соль металла бария и азотистоводородной кислоты, бесцветное кристаллическое вещество, растворяется в воде, при выпаривании раствора образует кристаллогидрат {\displaystyle {\ce {Ba(N3)2.H2O}}}.
Взрывоопасен, хотя менее чувствителен к механическим воздействиям, чем азид свинца.

## Получение
Образуется при реакции свежеперегнанной азотистоводородной кислоты с гидроокисью бария:
{\displaystyle {\ce {Ba(OH)2 + 2 HN3 -> Ba(N3)2 + 2 H2O}}}.

## Физические свойства
Азид бария образует бесцветные кристаллы моноклинной сингонии, пространственная группа P 21/m,
параметры ячейки a = 0,702 нм, b = 2,929 нм, c = 0,622 нм, β = 105,23°.

## Применение
При нагревании свыше 45 °C разлагается:
{\displaystyle {\ce {Ba(N3)2 ->[{\ce {^{o}t}}] Ba + 3 N2}}}.
Этот процесс может быть использован для получения особо чистого азота или чистого металлического бария (например, для использования в качестве геттера). Быстрое разложение начинается при температуре 160—180 °C; вспыхивает при 217 °C, взрывается при температуре свыше 225 °C.
Используется также для получения азидов других металлов (лития, натрия, калия, рубидия и цинка) из их сульфатов, например:
{\displaystyle {\ce {Ba(N3)2 + Li2SO4 -> 2 LiN3 + BaSO4 v}}}.

## Токсичность
Как все азиды и растворимые соли бария, азид бария токсичен.